# Tre Skilling

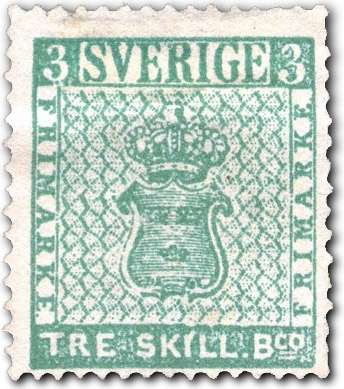
Color normal Tre Skilling

Tre Skilling (inglés: Treskilling Yellow, en sueco: Gul tre skilling banco) es el nombre filatélico de un famoso sello postal de Suecia emitido para la primera serie postal sueca en 1855. Mostraba el escudo nacional en estampillas (sellos) dotadas de un valor facial entre tres y veinticuatro skillings. No obstante, un conjunto del primer sello de esta serie fue emitido por error en color amarillo, pues el color proyectado para este valor facial era verde azulado. 

## Historia
Se conoce mundialmente un solo ejemplar (matasellado), descubierto en 1886 y es la segunda más valiosa estampilla de correos existente en la actualidad. El error pudo haberse originado cuando al imprimir una plancha de cien estampillas de ocho skillings (a los que sí se aplicaría el color amarillo) se averió un molde metálico de este diseño, que fue sustituido erróneamente por otro molde que en verdad había sido elaborado para los sellos de tres skillings (que sólo debían imprimirse en verde azulado), con el resultado por equivocación de un grupo de sellos de tres skillings impresos en color amarillo. 
Este sello fue parte de la célebre "colección universal" del barón austríaco Philipp von Ferrary, quien lo adquirió en 1894 cuando diversas búsquedas en Suecia y en el extranjero concluyeron que el ejemplar del barón Ferrary era posiblemente el único Tre Skilling amarillo existente en el mundo. Este sello fue vendido en una subasta en París el año 1922 cuando Francia incautó la Colección Ferrari como reparación de guerra de Austria y empezó a venderla de modo fraccionado. El sello pasó a manos de coleccionistas suecos y en 1937 fue comprado por el rey filatelista  Carlos II de Rumania, quien a su vez lo vendió en 1950. 
Después de esa fecha fue vendido en 1984 por 977.000 francos suizos y luego en 1990 por un millón de dólares de EE. UU. El Tre Skilling fue subastado nuevamente en 1996 por 2.880.000 francos suizos, marcando un nuevo récord para la filatelia mundial al convertirse entonces en la estampilla más cara del mundo, superando incluso al Magenta de Guayana Británica que previamente gozaba de dicha calificación. 
En 2005 la firma sueca Stamp Collection AG registró la marca “3SY” (del inglés Treskilling Yellow), y en 2010 el sello fue vendido una vez más al precio de 2.300.000 dólares. Se convertía entonces en la estampilla existente más valiosa. No obstante, la venta del Magenta de Guayana Británica en junio de 2014 por 9.500.000 de dólares marcó un nuevo récord y dejó al Tres Skilling nuevamente como la "segunda estampilla más valiosa".
El motivo es el escudo de armas de Suecia.